# Kirchwand
Die Kirchwand ist ein 1478 m ü. NHN hoher schwach ausgeprägter Gipfel im Grat zwischen Wendelstein, Türkenköpfl, Kirchwand Schweinsberg und Breitenstein. Ein Gipfelkreuz befindet sich am höchsten Punkt.

## Topographie
Der Wendelstein sendet über Türkenköpfl und Kirchwand einen Grat nach Westen in Richtung Schweinsberg. Die Kirchwand bildet darin einen grasbewachsenen Nebengipfel. Südlich unterhalb befinden sich mit dem Kirchwanddom ausgeprägte Felsstrukturen. Der einfachste Zustieg erfolgt von Süden über Fischbachau als einfache Bergwanderung, im oberen Teil kurz weglos und nicht ausgezeichnet.